# Clubiona pashabhaii
Clubiona pashabhaii este o specie de păianjeni din genul Clubiona, familia Clubionidae, descrisă de M.K. Patel și Patel, 1973. Conform Catalogue of Life specia Clubiona pashabhaii nu are subspecii cunoscute.